# Awkwafina
Nora Lum (Nueva York, 2 de junio de 1988), conocida profesionalmente como Awkwafina, es una actriz y cantante estadounidense de ascendencia china y surcoreana. Participó en las películas Ocean's 8 y Crazy Rich Asians (2018), además de protagonizar la cinta The Farewell (2019), por la cual ganó un Globo de Oro en 2020 como mejor actriz de comedia o musical.
Ha publicado dos álbumes, Yellow Ranger (2014) e In Fina We Trust (2018). Sus apariciones en televisión incluyen producciones como Girl Code, Future Man y Saturday Night Live.

## Primeros años
Lum nació en Nueva York, hija de padre chino y de madre surcoreana. Creció en Forest Hills, Queens.

## Carrera

### Música
Awkwafina empezó a rapear a los trece años. En 2012 obtuvo cierta popularidad con la canción "My Vag", cuyo vídeo generó cerca de cuatro millones de reproducciones en YouTube. Su álbum de hip hop Yellow Ranger fue publicado el 11 de febrero de 2014.
Fue incluida en la lista de artistas del Festival Supreme, organizado por la banda de rock Tenacious D en octubre de 2014. En 2016 colaboró con la comediante Margaret Cho en "Green Tea", una canción que hace mofa de los estereotipos asiáticos.
Publicó un EP titulado In Fina We Trust el 8 de junio de 2018.

### Actuación

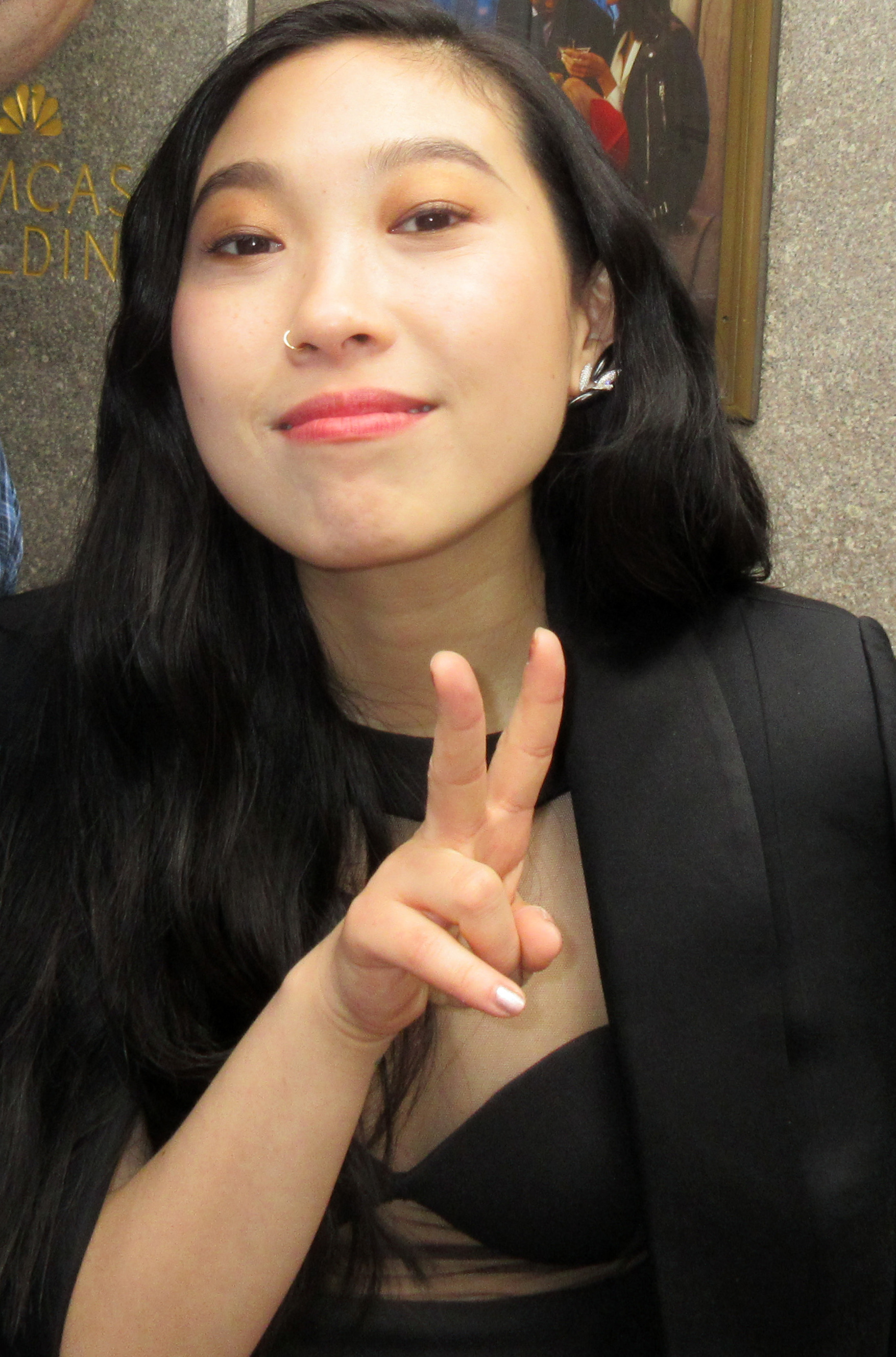
Awkwafina en 2018.

En 2014, Awkwafina participó en la tercera temporada de la serie de televisión Girl Code, en seis episodios de las temporadas tres y cuatro.
Awkwafina aparece en el documental de 2016 Bad Rap, presentado en el Festival de Cine de Tribeca. Ese mismo año interpretó el papel de Christine, miembro de la fraternidad Kappa Nu, en Neighbors 2: Sorority Rising, y aportó la voz de Quail en la comedia animada Storks. En 2017 tuvo un papel recurrente en la serie de televisión de Hulu, Future Man. En 2018 protagonizó la comedia independiente Dude, personificando a Rebecca. Ese mismo año integró el elenco principal de Ocean's 8, nueva entrega de la saga que inició con la película Ocean's Eleven. Acto seguido coprotagonizó el largometraje Crazy Rich Asians, dirigida por Jon M. Chu. En ella interpretó el papel de Goh Peik Lin, una colegiala de Singapur.
En 2019 protagonizó la cinta The Farewell, dirigida por Lulu Wang. En la película interpretó el papel principal de Billi, una escritora que se embarca en un viaje a China para visitar a su abuela enferma. Más adelante aportó la voz de Courtney en The Angry Birds Movie 2 e interpretó a Yu en el drama Paradise Hills.
En 2021 interpreta a Katy en Shang-Chi y la leyenda de los Diez Anillos, película del Universo cinematográfico de Marvel,actuando junto a Simu Liu, Meng'er Zhang, Tony Leung Chiu-wai, Stephanie Hsu, Benedict Wong, Michelle Yeoh y Ben Kingsley. Ese mismo año coprotagonizó dando voz a Sisu, una dragóna china, en la película Raya y el último dragón, de Disney, que fue un éxito de taquilla.
En 2022 puso voz al personaje de la Sra. Tarántula en la película animada Los tipos malos, de DreamWorks Animation.
En 2023 dio voz a Scuttle en la adaptación de La sirenita, basada en película animada de 1989 del mismo nombre, compartiendo reparto con Halle Bailey, Jacob Tremblay, Daveed Diggs, Jonah Hauer-King, Javier Bardem y Melissa McCarthy, que además fue un éxito. Ese mismo año estreno la película de terror Renfield, que protagonizaron Nicolas Cage y Nicholas Hoult.
En 2024 se unió a la cuarta entrega de Kung Fu Panda dando voz a Zhen, una zorra, junto con Jack Black, Viola Davis, Ke Huy Quan, Dustin Hoffman, Bryan Cranston y James Hong. Además, participó en la película If, dando voz a un amigo imaginario, junto con Ryan Reynolds, John Krasinski, Steve Carell, Phoebe Waller-Bridge, Matt Damon, Emily Blunt, Sam Rockwell y Maya Rudolph.

## Discografía
| Título           | Detalles                                                                                |
| ---------------- | --------------------------------------------------------------------------------------- |
| Yellow Ranger    | - Lanzamiento: 11 de febrero de 2014 - Sello: Independiente - Formato: Descarga digital |
| In Fina We Trust | - Lanzamiento: 8 de junio de 2018 - Sello: Independiente - Formato: Descarga digital    |

## Filmografía

### Cine
| Año  | Título                                     | Papel             | Director(a)                     | Notas |
| ---- | ------------------------------------------ | ----------------- | ------------------------------- | --- |
| 2016 | Bad Rap                                    | Ella misma        | Salima Koroma                   | Documental |
| 2016 | Neighbors 2: Sorority Rising               | Christine         | Nicholas Stoller                | |
| 2016 | Storks                                     | Quail             | Nicholas Stoller Doug Sweetland | |
| 2018 | Dude                                       | Rebecca           | Olivia Milch                    | |
| 2018 | Ocean's 8                                  | Constance         | Gary Ross                       | |
| 2018 | Crazy Rich Asians                          | Goh Peik Lin      | Jon M. Chu                      | Nominada en San Diego Film Critics Society Awards a la Mejor Interpretación de comedia Ganadora en The Asian Awards como Logro sobresaliente en cine Nominada en Teen Choice Awards a la Mejor actriz de comedia |
| 2019 | The Farewell                               | Billi             | Lulu Wang                       | Ganadora al Globo de Oro a la mejor actriz - Comedia o musical Ganadora en Premios Gotham a la Mejor Actriz Ganadora en los Satellite Awards a la Mejor actriz de comedia o musical Nominada en Houston Film Critics Society a la Mejor Actriz Nominada en Central Ohio Film Critics Association a la Mejor actriz Nominada en Online Film Critics Society a la Mejor Actriz Nominada en Chicago Film Critics Association a la Mejor Actriz Nominada en San Diego Film Critics Society a la Mejor Actriz Nominada en Indiana Film Journalists Association a la Mejor Actriz Nominada en Washington D. C. Area Film Critics Association a la Mejor Actriz Nominada en Seattle Film Critics Society a la Mejor Actriz |
| 2019 | Paradise Hills                             | Yu                | Alice Waddington                | |
| 2019 | The Angry Birds Movie 2                    | Courtney          | Thurop Van Orman                | |
| 2019 | Between Two Ferns: The Movie               | Ella misma        | Scott Aukerman                  | |
| 2019 | Jumanji: The Next Level                    | Ming Fleetfoot    | Jake Kasdan                     | |
| 2020 | The SpongeBob Movie: Sponge on the Run     | Otto (voz)        | Tim Hill                        | |
| 2021 | Raya and the Last Dragon                   | Sisu              | Paul Briggs                     | |
| 2021 | El canto del cisne                         | Kate              | Benjamín Cleary                 | |
| 2021 | Shang-Chi y la leyenda de los Diez Anillos | Katy              | Destin Daniel Cretton           | |
| 2022 | Los tipos malos                            | Sra. Tarántula    | Pierre Perifel                  | Papel de voz |
| 2023 | La sirenita                                | Scuttle           | Rob Marshall                    | Papel de voz |
| 2023 | Renfield                                   | Rebecca Quincy    | Chris McKay                     | |
| 2023 | Quiz Lady                                  | Anne Yum          | Jessica Yu                      | |
| 2023 | Migration                                  | Chump             | Benjamin Renner                 | Papel de voz |
| 2024 | If                                         | Octocat / Burbuja | John Krasinski                  | Papel de voz |
| 2024 | jackpot: ¡lotería mortal!                  | Katie             | Paul Feig                       | |
| 2024 | Kung Fu Panda 4                            | Zhen              | Mike Mitchell                   | Papel de voz |
| 2025 | Wildwood                                   | Sra. McKeel       | Travis Knight                   | Papel de voz |
| 2025 | Los tipos malos 2                          | Sra. Tarántula    | Pierre Perifel                  | Papel de voz |

### Televisión
| Año           | Título                              | Papel               | Notas                                                              |
| ------------- | ----------------------------------- | ------------------- | ------------------------------------------------------------------ |
| 2014–2015     | Girl Code                           | Ella misma          | 6 episodios                                                        |
| 2015          | Girl Code Live                      | Ella misma          | 1 episodio                                                         |
| 2015          | Regular Show                        | Voz                 | Episodio: «Hello China»                                            |
| 2015–2017     | Tawk                                | Ella misma          |                                                                    |
| 2016          | Mary + Jane                         | Gina                | Episodio: «Noachella»                                              |
| 2017          | Future Man                          |                     | 3 episodios                                                        |
| 2018          | Animals.                            | Annie               | Episodio: «Roachella»                                              |
| 2018          | Saturday Night Live                 | Ella misma          | Episodio: «Awkwafina/Travis Scott»                                 |
| 2019          | Weird City                          | Charlotta           | Episodio: «Below»                                                  |
| 2019          | Los Simpson                         | Carmen / Dra. Chang | 2 episodios                                                        |
| 2019          | Tuca & Bertie                       | Un pecho de Tuca    | Episodio: «The Promotion»                                          |
| 2019          | The Dark Crystal: Age of Resistance | Voz                 | 7 episodios                                                        |
| 2020–presente | Awkwafina Is Nora from Queens       | Nora Lin            | 10 episodios También cocreadora, escritora y productora ejecutiva. |
| 2020          | One World: Together at Home         | Ella misma          | Especial de televisión                                             |
| 2024          | Unnamed Pet Resort Project          | Saachi (voz)        | Protagonista                                                       |